# Casa-giardino di Goethe
La casa-giardino di Goethe (in tedesco Goethes Gartenhaus), nel Park an der Ilm di Weimar, fu per molti anni residenza principale e laboratorio di Johann Wolfgang von Goethe. Nel 1998 è stata dichiarata dall'UNESCO Patrimonio dell'umanità, in quanto parte dell'ensemble "Weimar classica".

## Storia

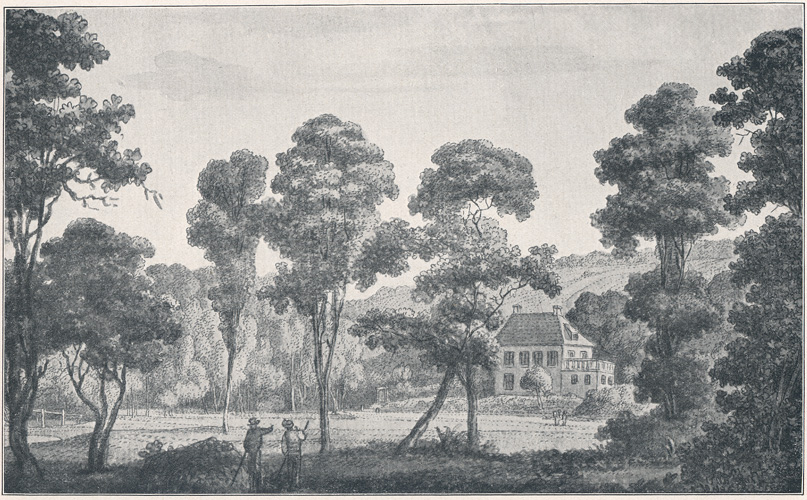
La casa-giardino di Goethe, disegno di Georg Melchior Kraus, 1777

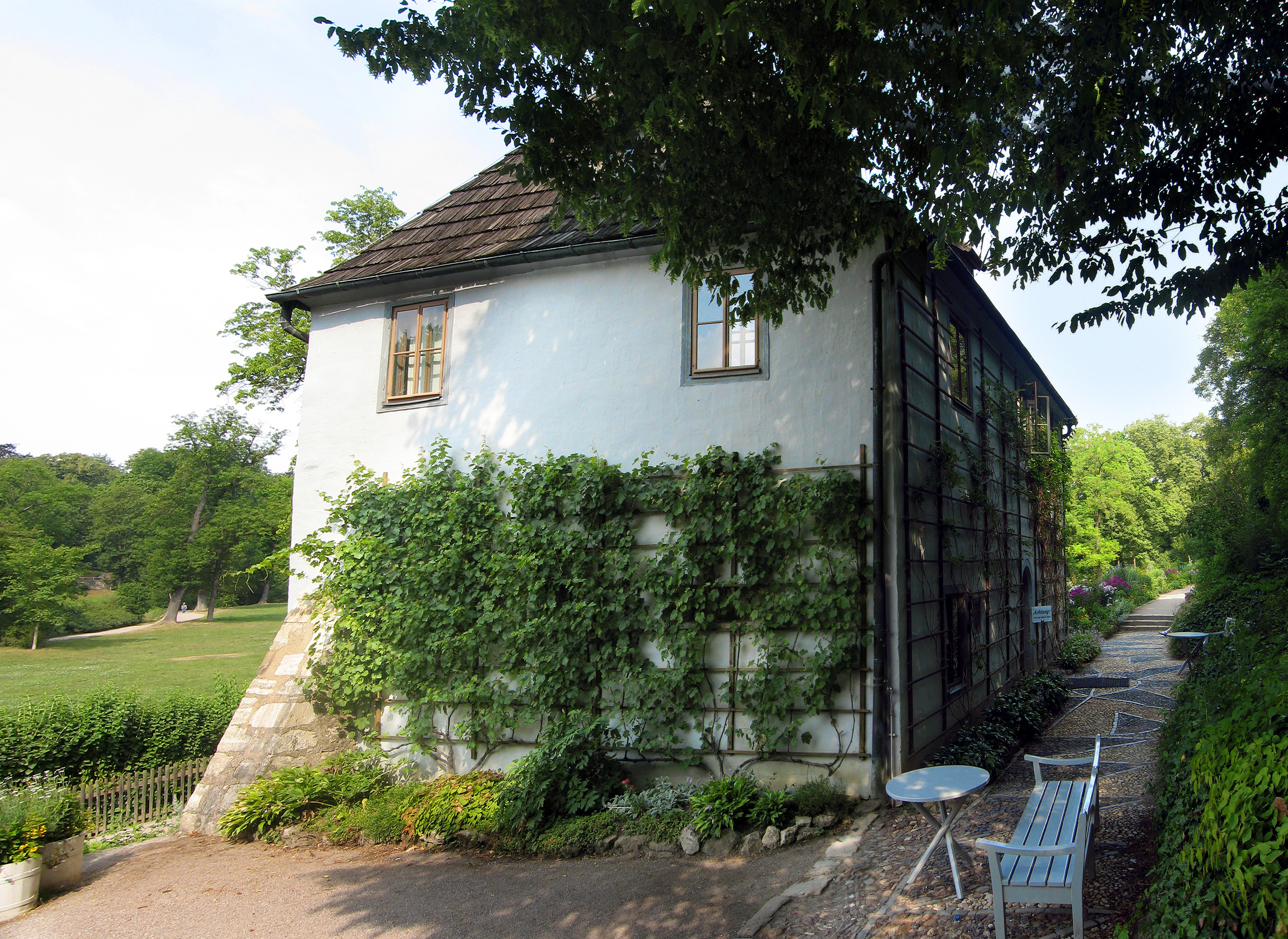
La casa-giardino di Goethe nel 2006

Arrivato a Weimar nel 1775, Goethe mostrò subito interesse per una casa in vendita con terreno nella parte est del fiume Ilm. La casa, risalente al sedicesimo secolo, era assai probabilmente abitata da vignaioli.
Il giardino si trovava in condizioni disastrose, tanto che il duca Carlo Augusto pensò di regalare il terreno all'amico Goethe. In aprile 1776 lo stesso Goethe acquistò la casa con il terreno adiacente per la cifra di 600 talleri. Anche se i soldi furono elargiti dal duca, Carlo Augusto ritenne più opportuno che Goethe figurasse come ufficiale compratore.
Goethe si impegnò molto nel rinnovamento del giardino, per cui si ispirò ai giardini inglesi, e rese la casa di nuovo abitabile. La casa era però piccola e modesta e, a lungo andare, inadeguata alla carica e alla posizione sociale del suo proprietario e inadatta a ospitare la sua grande biblioteca e le sue collezioni. Per questo nel 1782 Goethe si trasferì in città, nella grande casa nel Frauenplan, dove sarebbe morto esattamente cinquant'anni dopo. La casa-giardino restò tuttavia il suo luogo preferito per soggiornare: pur essendosi trasferito in città, continuò a tornare regolarmente nella sua vecchia casa. La sua ultima visita ebbe luogo il 20 febbraio 1832.
Nella casa-giardino Goethe scrisse alcune delle sue principali opere: parti della sua Ifigenia in Tauride, l'Egmont e il Torquato Tasso. Tra le poesie più famose nate qui ricordiamo "An den Mond", "Rastlose Liebe" e "Jägers Abendlied".
Oggi la casa-giardino è adibita a museo.

Vedute della casa-giardino di Goethe nel Park an der Ilm
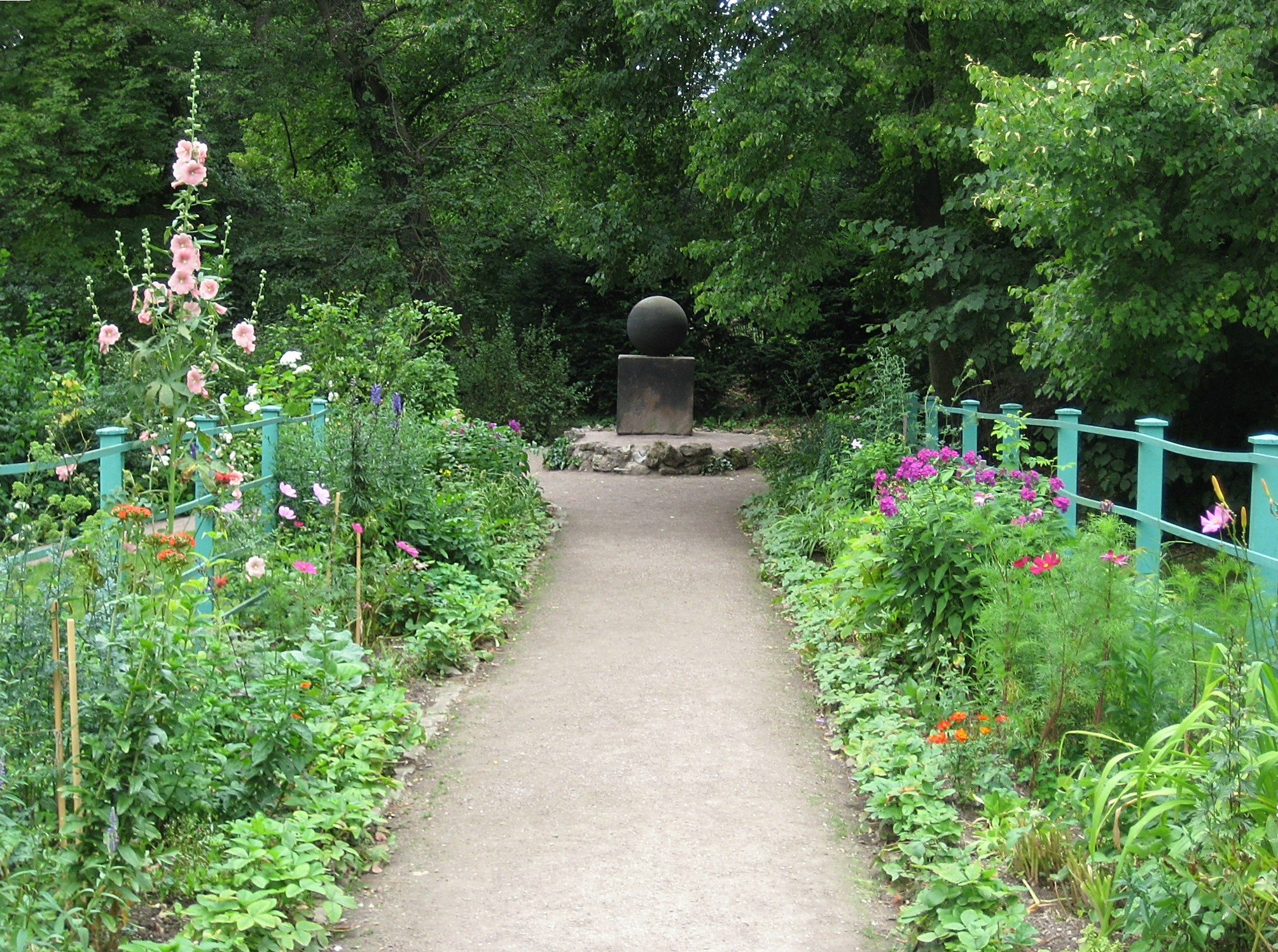
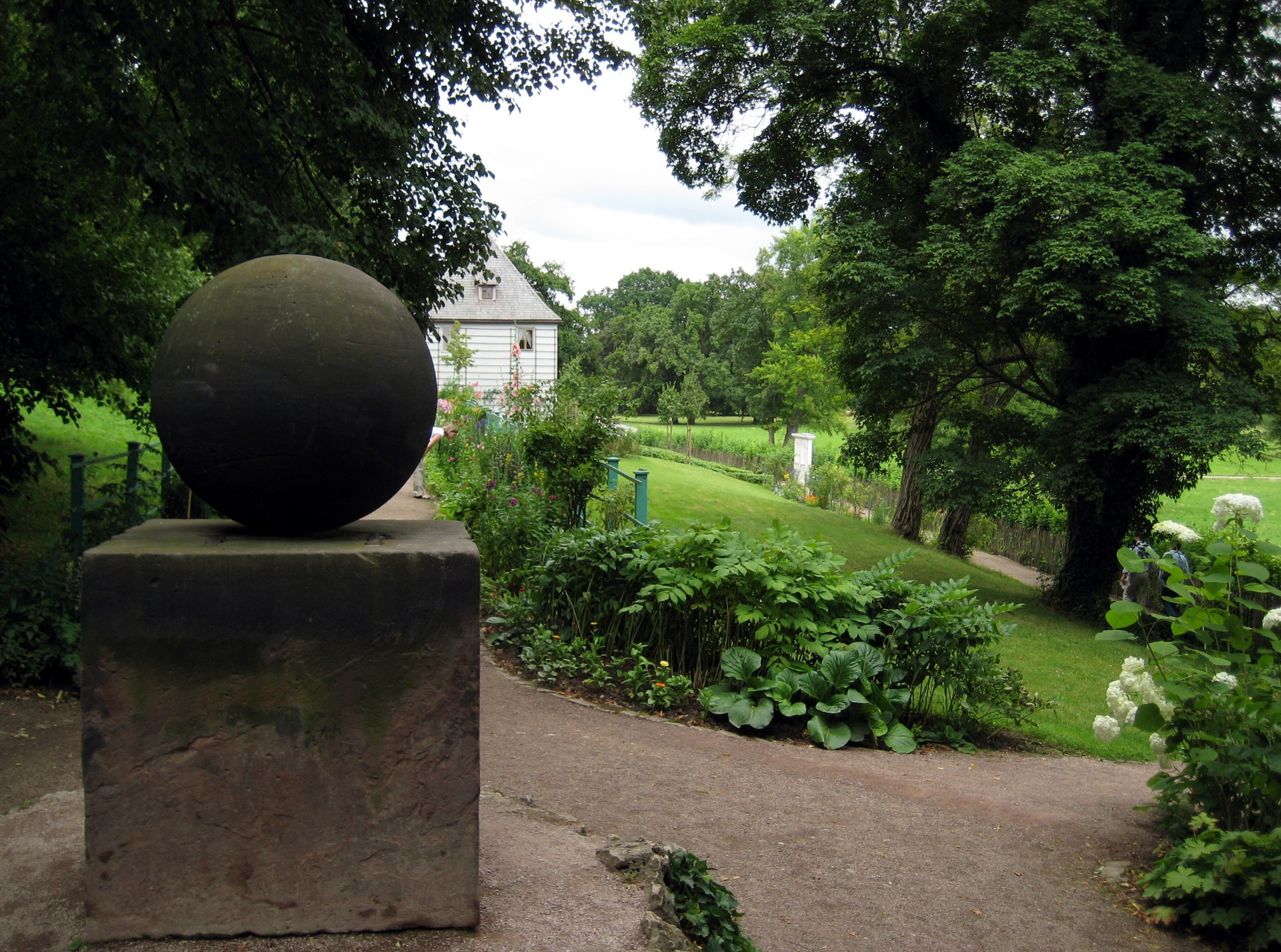
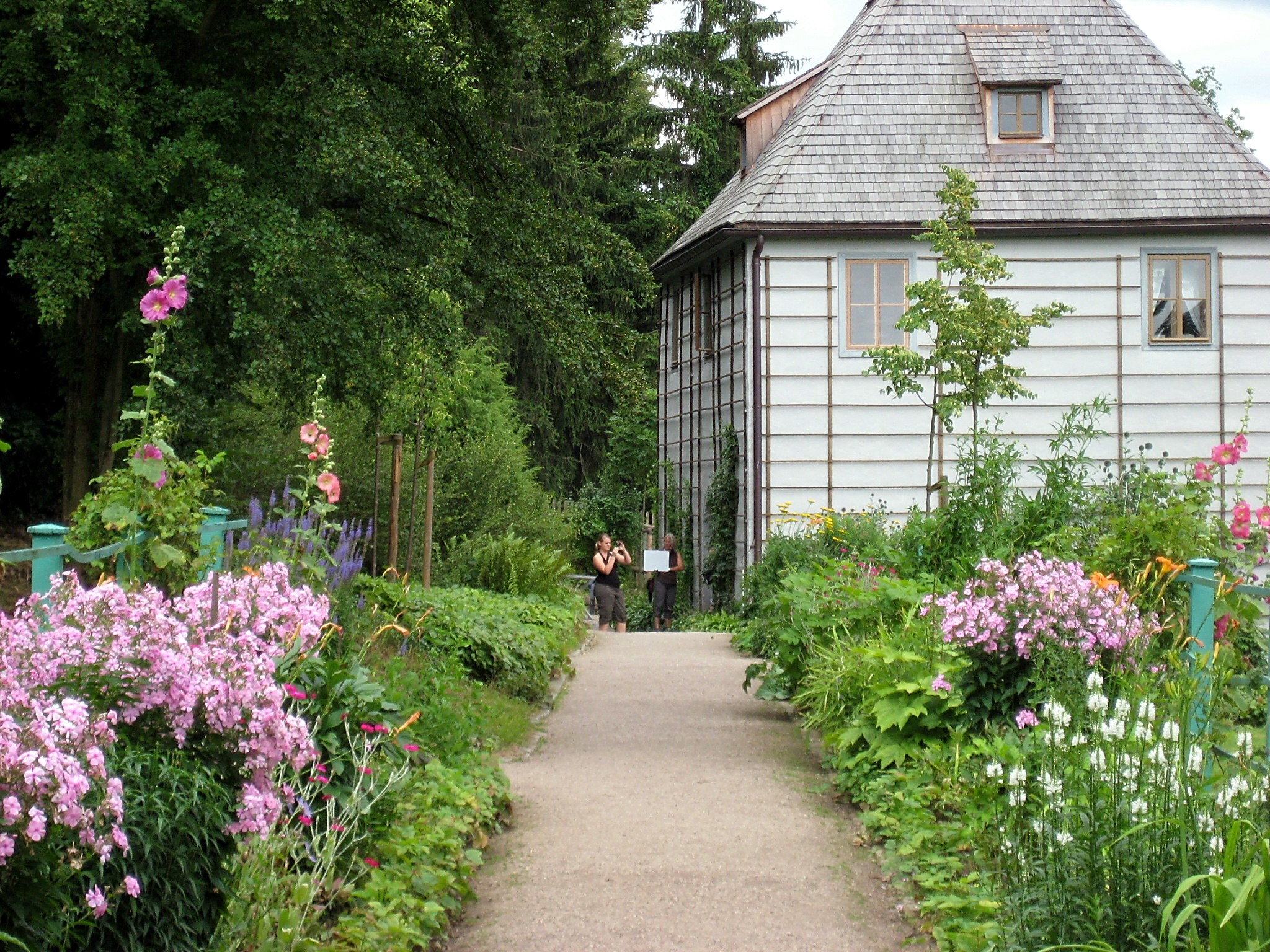
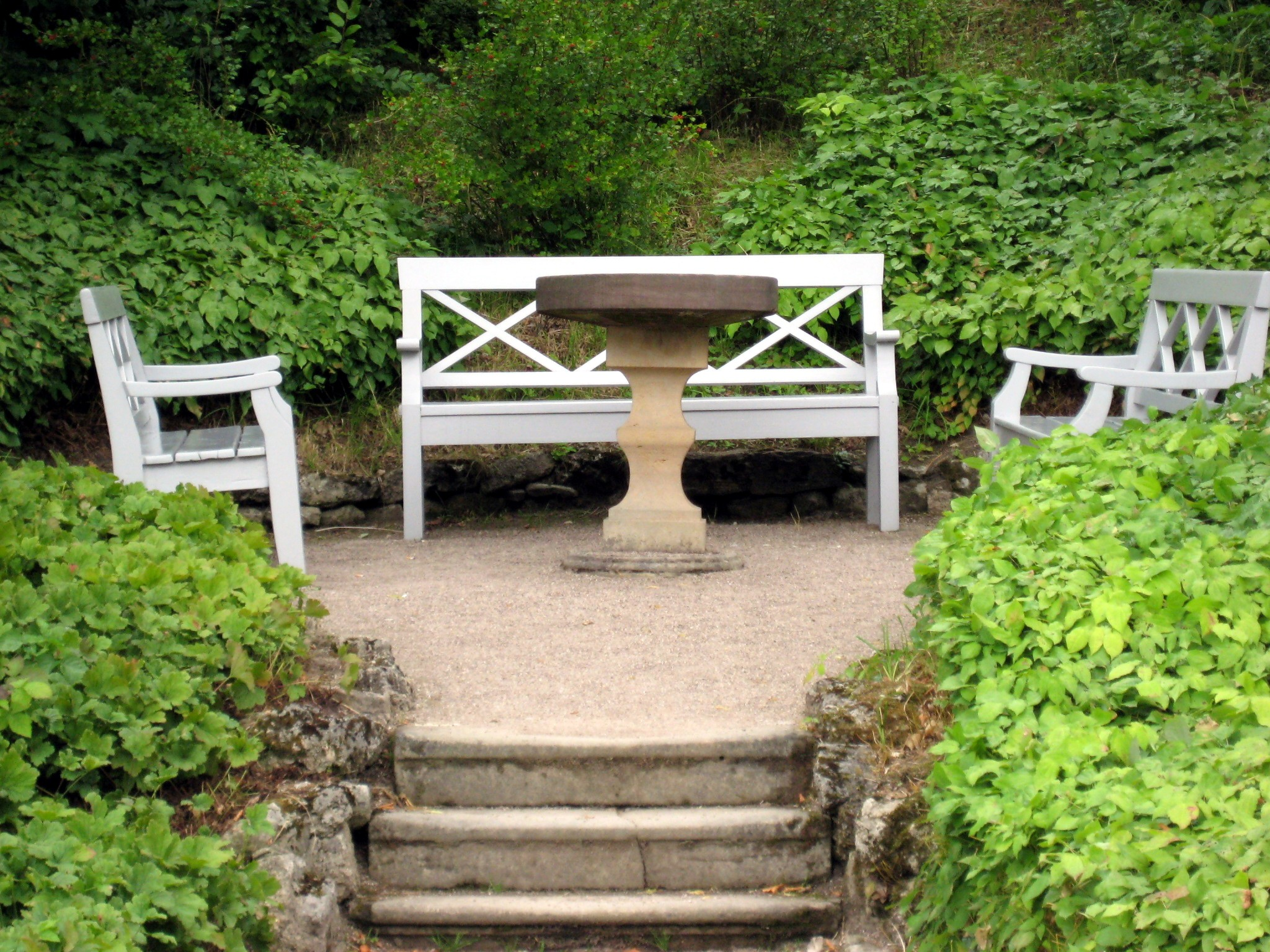